# روب نيكلسون
روب نيكلسون (بالإنجليزية: Robert Douglas "Rob" Nicholson)‏ هو محامي وسياسي كندي، ولد في 29 أبريل 1952 في نياجارا فولز في كندا. حزبياً، نشط في حزب المحافظين الكندي.

## مناصب
- انتخب عضو مجلس العموم الكندي عن دائرة Niagara Falls—Niagara-on-the-Lake [الإنجليزية]‏ وقد انضم خلال فترته النيابية [الإنجليزية]‏  للكتلة البرلمانية حزب المحافظين الكندي.
- انتخب وزير الشؤون الخارجية (9 فبراير 2015 – 4 نوفمبر 2015).
- انتخب Government House Leader [الإنجليزية]‏ (6 فبراير 2006 – 4 يناير 2007).
- انتخب وزير العدل [الإنجليزية]‏ (4 يناير 2007 – 15 يوليو 2013).
- انتخب وزير الدفاع الوطني [الإنجليزية]‏ (15 يوليو 2013 – 9 فبراير 2015).

## وصلات خارجية
- الموقع الرسمي